# Constance Smedley
Anne Constance Smedley, verheiratete Constance Armfield, (* 20. Juni 1876 in Handsworth, West Midland; † 9. März 1941 in West Wycombe, Buckinghamshire) war eine britische Dramatikerin, Autorin und Gründerin der International Association of Lyceum Clubs.

## Leben

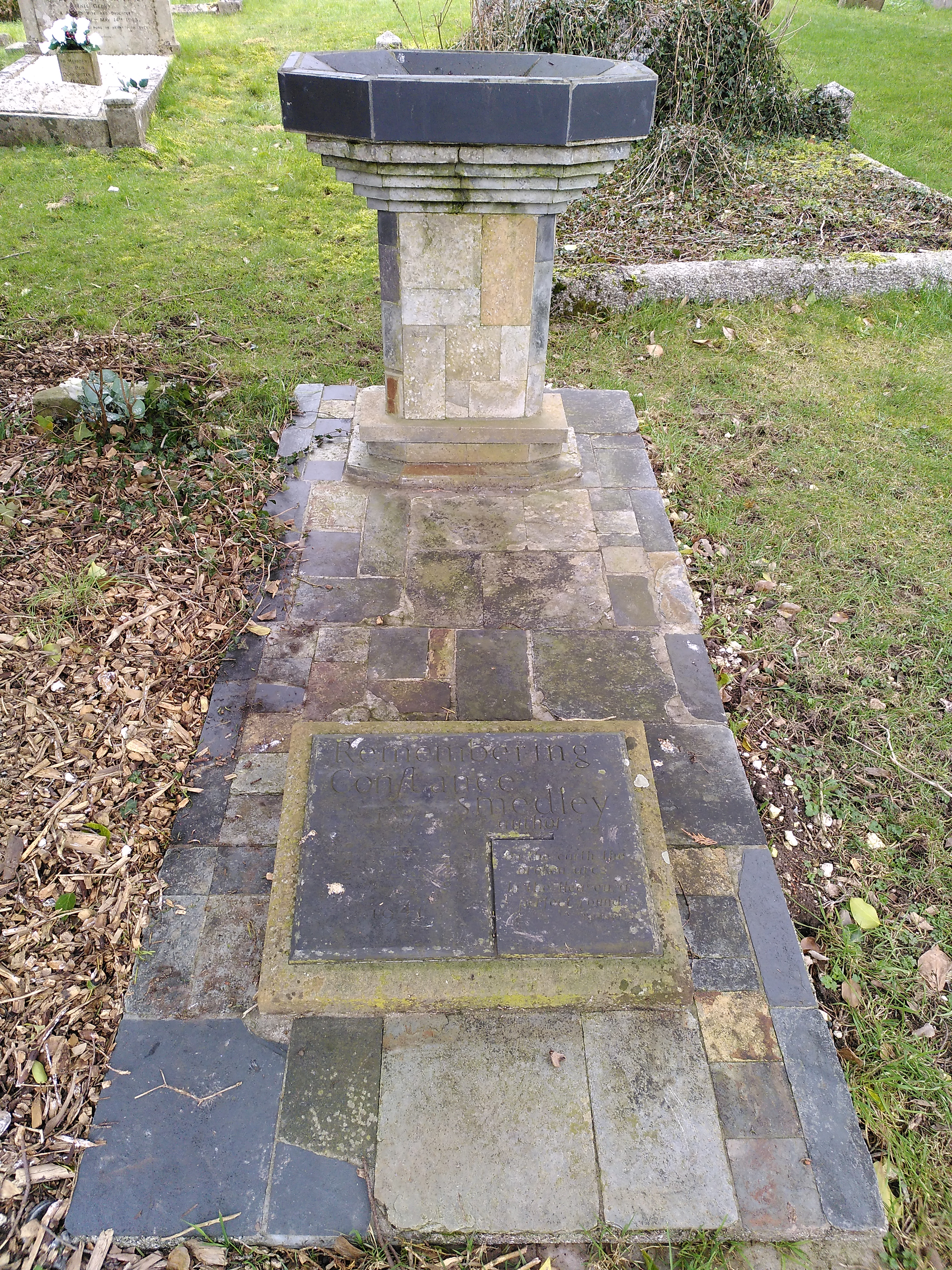
Grab von Constance Smedley auf dem Kirchhof von St Lawrence in West Wycombe

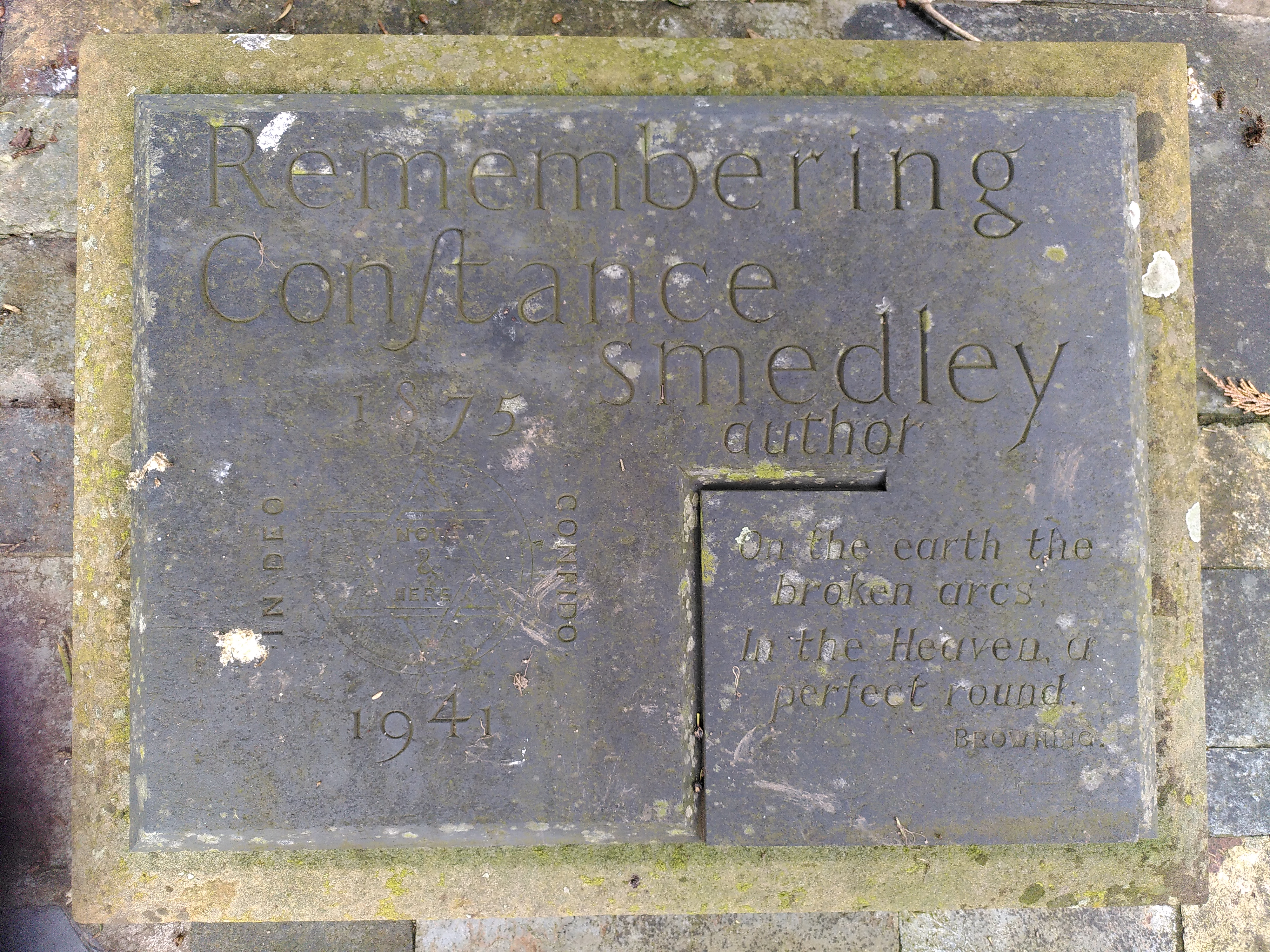
Gedenktafel am Grab von Constance Smedley auf dem Kirchhof von St Lawrence in West Wycombe

Smedley wurde 1876 als älteste Tochter unter drei Kindern von William Thomas Smedley (1851–1934), einem Wirtschaftsprüfer, und Annie Elizabeth Smedley (geborene Duckworth; 1851–1923) geboren. Smedley erhielt ihre Ausbildung zu Hause, bevor sie die King Edward VI High School for Girls und die Birmingham School of Art besuchte. Ihre schwere körperliche Behinderung, die wahrscheinlich durch eine Kinderlähmung in der Kindheit verursacht wurde und sie an Krücken und ab Mitte dreißig an einen Rollstuhl fesselte, scheint sie nicht eingeschränkt zu haben. Trotz einiger künstlerischer Erfolge wandte sich ihr Interesse dem Schreiben von Theaterstücken zu.
Smedley erregte sie die Aufmerksamkeit bedeutender Theaterpersönlichkeiten, insbesondere von Charles Wyndham, Mary Moore und Mrs. Patrick Campbell. Anfang der 1890er Jahre wurden mehrere ihrer Stücke aufgeführt, darunter Mrs. Jordan mit Campbell in der Titelrolle. Nach London gezogen verkehrte sie in Künstlerkreisen und machte Bekanntschaft mit Richard Le Gallienne und Alice Meynell. 1903 verfasste sie The Boudoir Critic, in der sie die Dilemmata der modernen Frau dramatisierte. Im selben Jahr erschien ihr erster Roman, An April Princess, über die Rebellion einer jungen Frau gegen ihre spießbürgerliche viktorianische Familie.
Die Werke verarbeiteten ihre eigenen Erfahrungen; sie hatte große Vorstellungskraft und sie hatte den Spitznamen „Peter“, nach dem dritten Sohn des Müllers im Märchen, der ihre Sehnsucht nach Freiheit und Abenteuer widerspiegelt.
Anfang des 20. Jahrhunderts empfand es Smedley als unmöglich, als Schriftstellerin Gäste zu beruflichen Treffen im Schriftsteller-Club empfangen zu müssen und sie suchte Unterstützerinnen für einen eigenen Club. Sie gründete ein Komitee und dort wurde beschlossen den Kreis möglicher Mitglieder von Schriftstellern über berufstätige Frauen bis hin zu den Töchtern oder Ehefrauen prominenter Männer zu erweitern. Jessie Trimble, ein amerikanisches Mitglied des Komitees, schlug vor, den neuen Club Lyceum Club zu nennen. Ein Treffen mit Lady Frances Balfour wurde arrangiert. So wurde Smedley Gründerin und ehrenamtliche Sekretärin des International Lyceum Clubs for Women Artists and Writers und Balfour fungierte 15 Jahre lang als Vorsitzende. Neben Unterstützung zur beruflichen Gleichberechtigung wollte Smedley auch ein demokratisches, nicht-hierarchisches Zentrum für den weltweiten kulturellen Austausch vom Frauen schaffen. Sie reiste durch ganz Europa und half in Amsterdam (1904), Berlin (1905), Paris (1906) und Florenz (1908) bei der Eröffnung Zweigclubs. In Deutschland lernte sie Harry Graf Kessler and Ruth St. Denis kennen.
Parallel schrieb sie weiter: Conflict (1907), ein Roman über das ungeschützte Leben arbeitender Frauen, und Women: a Few Shrieks (ebenfalls 1907), eine feministische Polemik.
Im Jahr 1909 heiratete sie den Künstler Maxwell Armfield. 1906 hatte er ein Bild von ihr gemalt. Er war ein Freund und Künstlerkollege von Smedleys Cousin William Smedley-Aston. Wie viele andere, die mit der Arts-and-Crafts-Bewegung in Birmingham in Verbindung standen, ließ das Paar sich in den Cotswolds nieder. Smedley gab ihr Engagement für den Lyceum Club auf. In der Volkszählung von 1911 erscheinen beide als Einwohner von Minchinhampton, Gloucestershire. Die Ehe war ein ungewöhnliches Arrangement und schon wegen ihrer Behinderung und seiner Homosexualität kinderlos. Das Paar arbeitete aber bis zu ihrem Tod eng zusammen und kombinierte Design, Illustration, Text und Theater. Smedley beeinflusste ihren Mann auch, Pazifist und Christian Scientist zu werden.
Bei Ausbruch des Ersten Weltkriegs zog das Paar Ende 1915 nach Amerika. Sie gründeten ein neues Theaterensemble, das Greenleaf Theatre, das radikales, avantgardistisches und gegen den Krieg gerichtetes Theater spielte. In New York und Berkeley hatte sie Regiauftröge und die Greenleaf-Form von Theater.
1922 kehrten sie zum Bedauern von Smedley nach England zurück und richteten erst im New Forest und später in South Kensington ein „Greenleaf-Studio“ ein.
In den 1920er Jahren veröffentlichte Smedley unter anderem für Kinder Tales from Timbuktu (1923), Justice Walk (1924) und die beiden Theaterlehrbücher Greenleaf Rhythmic Plays (1925) und Greenleaf Theatre Elements (1926). 1929 schrieb sie ihre Autobiografie Crusaders, in der sie für sich selbst und ihre Arbeit ungeniert wirbt.
In den 1930er Jahren hatte Smedley finanzielle und gesundheitliche Probleme. Letztere wurden dadurch verschlimmert, dass ihr Christian-Scientist-Glaube sie Behandlungen ablehnen ließ. Smedley starb 1941 in West Wycombe und wurde auf dem Friedhof von St. Lawrence  beigesetzt.

## Werke (Auswahl)
- The Boudoir Critic. Harper, London 1903.
- An April Princess. Dodd, Mead and Company, New York 1903.
- Women: a Few Shrieks. Garden City Press, Ltd., Letchworth 1907.
- Conflict. Archibald Constable, London 1907.
- The Civic Rights of the Married Woman. In: Broughma Villiers (Hrsg.): The Case for Women's Suffrage. T. Fisher Unwin, London 1907, S. 99–105 (wikisource.org).
- mit Maxwell Armfield: The flower book. Chatto & Windus, London 1910.
- The Armfields' animal book; with 8 illustrations in colour by Maxwell Armfield. Henry Holt & Co., New York 1923.
- Tales from Timbuktu; with pictures by Maxwell Armfield. J. M. Dent & Sons Ltd., New York 1935 (Erstausgabe:  1923).
- Justice Walk. L. Macveagh, Dial Press, New York 1924.
- mit Maxwell Armfield: Greenleaf Theatre Elements. London 1925.
- mit Maxwell Armfield: Greenleaf Rhythmic Plays. Duckworth, London 1925.
- Crusaders : reminiscences of Constance Smedley. Duckworth, London 1929.